# Jud Süss (Kornfeld)
Jud Süss. Tragödie in drei Akten und einem Epilog ist eine Tragödie von Paul Kornfeld.
Das Stück wurde am 7. Oktober 1930 am Theater am Schiffbauerdamm in Berlin uraufgeführt. Regie führte Leopold Jessner, Darsteller waren Ernst Deutsch, Erich Ponto, Otto Wernicke, Hilde Körber und Lotte Lenya (als Frau Götz). Das Bühnenbild gestaltete Caspar Neher.
Abgesehen von der Uraufführung wurde das Stück vor dem Zweiten Weltkrieg nur noch einmal inszeniert, nämlich am Schauspielhaus Hamburg in der Regie von Josef Glücksmann. Die Titelrolle spielte Arnold Marlé. Aus dieser Inszenierung stammt auch das einzige überlieferte Exemplar des Textes, der bis 1987 als verschollen galt. Das NS-Regime hatte den Bühnenverlag Oesterheld & Co., wo das Stück verlegt worden war, liquidiert und die Lagerbestände vernichtet. Der Autor Paul Kornfeld starb 1942 im Ghetto Litzmannstadt (Łódź).
Die erste Wiederaufführung erfolgte am 22. November 1987 an den Städtischen Bühnen Nürnberg unter Regie von Hansjörg Utzerath.

## Ausgaben
- Oesterheld, Berlin 1930, II + 101 S. (Bühnenmanuskript)
- Hans-Jürgen Weitz: Drei jüdische Dramen. Mit Dokumentation zur Rezeption. Veröffentlichungen der Deutschen Akademie für Sprache und Dichtung, Darmstadt Bd. 69. Wallstein-Verlag, Göttingen 1995, ISBN 3-89244-116-2, S. 358–378
- Theater heute Jgg. 29, Heft 2 (Februar 1988) S. 29–55
- Bühnenmanuskript im Rowohlt Theaterverlag[2]